# Нажла Буден
Нажла Буден, також відома як Нажла Буден Ромдан (тун.-араб. نجلاء بودن رمضان, трансліт. Najlāʾ Būdan Ramḍān; 29 червня 1958 , Кайруан, Кайруан ) — туніська геологиня та викладачка, яка займала посаду прем'єр-міністерки Тунісу з 11 жовтня 2021 року по серпень 2023. Стала першим прем'єр-міністром-жінкою як в Тунісі так і в усьому арабському світі. До того у 2011 працювала у міністерстві освіти.

## Біографія

### Раннє життя
Народилася 29 червня 1958 року у Кайруані
1883 року закінчила ESTP Paris за спеціальністю інженер, 1987 року здобула ступінь доктора геології захистивши у Гірничій школі Парижа дисертацію у галузі антисейсмічного будівництва.

## Професійна кар'єра
За професією інженер та викладачка в Національній інженерній школі Тунісу в Туніському університеті Ель-Манар та в Туніській політехнічній школі в Карфагенському університеті зі спеціалізацією на науках про Землю. Фокусом її роботи були сейсмічні небезпеки, унаслідок чого вона займалася підготовкою багатьох керівників з Туніської компанії бензинової діяльності.
Займала керівні посади у Міністерство вищої освіти та наукових досліджень Тунісу. 2011 року була призначена генеральним директором міністерства, а 2015 року займала посаду в кабінеті міністра Слім Шура.
У 2016 році відповідала за програму від Світового банку бюджетом у 70 млн доларів «PromEssE» спрямовану на реформування та «модернізацію» вищої освіти для зменшення рівня безробіття серед туніських випускників закладів вищої освіти — суттєвої соціальної проблеми в країні.

## Політична кар'єра
25 липня 2021 року президент Саїд усунув прем'єр-міністра Машиші з посади, зосередив усю виконавчу владу у своїх руках та призупинив діяльність парламенту.
22 вересня 2021 року Саїд своїм указом розширив свої законодавчі та виконавчі повноваження, зробивши уряд підзвітним інституту президентства, а не парламенту. До цього моменту Нажла Буден, професор геології Національної інженерної школи в Тунісі, з 2011 відповідала в Міністерстві вищої освіти Тунісу за якість викладання
.
29 вересня 2021 року президент доручив Буден сформувати новий уряд
,
і 11 жовтня уряд був приведений до присяги, а сама Буден стала першою жінкою на посаді прем'єр-міністра в історії Тунісу всупереч заявам опозиційної ісламістської Партії відродження, яка визнала процедуру антиконституційною
.